# Ctenobium
Ctenobium là một chi bọ cánh cứng thuộc họ Ptinidae.

## Phân loại
- Ctenobium antennatum